# Louis Robert (évêque)
Pour les articles homonymes, voir Louis Robert et Robert.
Joseph Jean Louis Robert, né à Annonay le 22 mars 1819, mort à Marseille le 19 novembre 1900, est un prélat français, évêque de Marseille.

## Biographie
Après des études classiques, Louis Robert est ordonné prêtre le 23 décembre 1843. Il est vicaire à Serrières puis curé de Saint-Laurent de Viviers et enfin secrétaire particulier de Joseph Hippolyte Guibert, évêque de Viviers. Il est ensuite nommé vicaire du nouvel évêque de Viviers, Louis Delcusy. Par décret présidentiel du 27 février 1872, il est ensuite nommé évêque de Constantine (Algérie). Le 13 juin 1878 un décret du  président de la république, le maréchal Mac Mahon le nomme au siège épiscopal de Marseille. Il se préoccupe de l’enseignement catholique des écoles primaires et secondaires ainsi que de la béatification de Jean-Baptiste Gault et de sœur Anne-Madeleine Rémusat. Le 10 juin 1879, il obtient l’érection en basilique mineure du sanctuaire de Notre-Dame de la Garde.
Mort le 19 novembre 1900, il est inhumé à la cathédrale de la Major.

## Succession apostolique
Louis Robert a ordonné les évêques suivants :
- Évêque Étienne-Joseph-Frédéric Tanoux (1898)